# Деспотовина Добруџа
Деспотовина Добруџа или Кнежевина Каварна (буг. Добруджанско деспотство или Карвунско княжество; рум. Despotatul Dobrogei или Țara Cărvunei), била је дефакто независна држава на Балканском полуострву из 14. века.
Име деспотовине потиче из тврђаве Карвуна (Каварна), поменуто у бугарским и византијским документима и италијанских портоланс из 14. века, као првог главног града, а налази се између Варне и нос Калиакра.

## Историја
Деспотовина Добруџа издвојила се из Другог бугарског царства у време владавине Балика, члана бугарско-куманске династије Тертера. Балик је владао Добруџом до своје смрти 1347. године. Наследио га је брат Добротица који 1357. године узима титулу деспота, а престоницу пренео у Калиакру. Између 1370. и 1375. године, Добротица у савезу са Млетачком републиком улази у сукоб са Ђеновљанима на Црном мору. Свога зета Михаила Палеолога покушао је поставити за цара Трапезунта. Међутим, намера му није успела. У византијском грађанском рату, Добротица је подржавао Јована V у борби против Андроника IV. Године 1379. бугарска флота учествовала је у блокади Цариграда. Добротица умире 1386. године. Наследио га је Иванко. Он исте године склапа мир са турским султаном Муратом. Своју престоницу је преместио у Варну. Јован Шишман напада Иванка 1387. године. Међутим, није успео да Добруџу прикључи својој држави. Варну су 1389. године освојиле Османлије. Иванко је погинуо у бици. Велики део Добруџе контролисао је влашки војвода Мирче. Године 1413. Варна је предата Манојлу II. Након битке код Варне 1444. године (Варнински крсташки рат), Османлије остварују превласт на овој територији.